# Merititesz
Merititesz (mr.t-ỉt=s; „apja által kedvelt”) ókori egyiptomi női név. Ismert viselői:
- I. Merititesz királyné, Hufu fáraó felesége (IV. dinasztia);[1]
- II. Merititesz hercegnő, Hufu fáraó és talán I. Merititesz királyné lánya; a gízai G7650-es sírba temették férjével, Ahethoteppel (IV. dinasztia);[1]
- III. Merititesz, Dzsedefré fáraó legidősebb fiának, Hornit hercegnek a lánya (IV. dinasztia);[1]
- Merititesz, Neuszerré fáraó lányának, Hamerernebtinek és Ptahsepszesz vezírnek a lánya (V. dinasztia);[2]
- IV. Merititesz, I. Pepi fáraó felesége; férje piramisa mellett temették egy kisebb piramisba (VI. dinasztia);[3]
- Merititesz, II. Ramszesz fáraó egyik lánya; a hercegnőket ábrázoló abüdoszi listán a 23.; lásd még: II. Ramszesz gyermekeinek listája (XIX. dinasztia).[4]